# Mesnil-Sellières
 Mesnil-Sellières  es una población y comuna francesa, en la región de Champaña-Ardenas, departamento de Aube, en el distrito de Troyes y cantón de Piney.

## Demografía
| 273 | 280 | 282 | 325 | 370 | 377 |
| Para los censos de 1962 a 1999 la población legal corresponde a la población sin duplicidades (Fuente: INSEE [Consultar]) |     |     |     |     |     |